# Bruno Zanoni

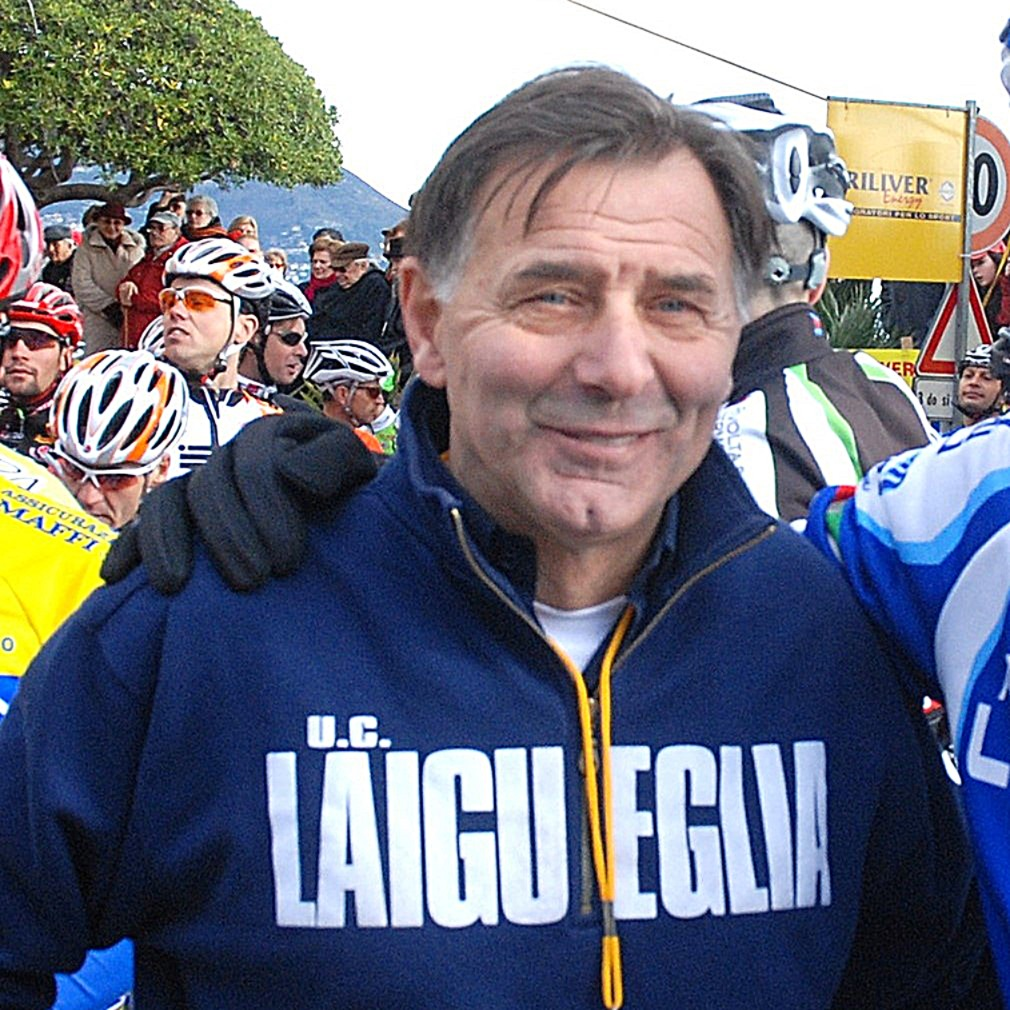
Zanoni e Laigueglia: un legame indissolubile

Bruno Zanoni (Nembro, 29 luglio 1952 – Pietra Ligure, 6 novembre 2023) è stato un ciclista su strada e pistard italiano. Professionista dal 1974 al 1979, conta la vittoria di una tappa al Giro d'Italia.

## Carriera
Corridore con caratteristiche di passista, ebbe una brillante carriera tra le serie minori, conquistando in particolare il campionato italiano cronosquadre allievi (coppa Adriana) nel 1969 e il campionato italiano di inseguimento a squadre dilettanti nel 1973. Tra i cadetti ottenne complessivamente 49 successi e concluse il 1973 (ultimo anno tra i dilettanti) al comando della graduatoria a punti stilata dal Comitato Regionale Lombardo della F.C.I. Ottenne una sola vittoria da professionista, la prima frazione dell'undicesima tappa del Giro d'Italia 1978 con arrivo ad Assisi. Fu secondo nella quindicesima tappa del Giro d'Italia 1974. Per due volte (1974 e 1976) occupò la quarta posizione al Trofeo Baracchi. Partecipò ai mondiali su pista di Monteroni di Lecce nel 1976, classificandosi settimo nell'inseguimento individuale. Concluse al 27º posto il Campionato Italiano su strada di Sorrento nel 1977. Raggiunse un’imprevista notorietà come ultima maglia nera del Giro d’Italia (assegnata nel 1979 ed in seguito abolita). Dopo il ritiro dall’attività agonistica si trasferì a Laigueglia, dove per molte edizioni ricoprì l’incarico di patron dell’omonimo Trofeo. Nel 1999 ideò, e poi condusse per oltre un ventennio, la Granfondo Internazionale Laigueglia, appuntamento di grande richiamo che tuttora inaugura la stagione ciclistica amatoriale. Altra sua intuizione fu il Muretto dei Ciclisti, che a Laigueglia espone le firme dei campioni del pedale, sul modello di quello più noto della vicina Alassio, dedicato agli artisti. Con lo scopo di raccogliere fondi destinati ad attività assistenziali, inventò e diresse Campioni & Canzoni, sfida canora tra personaggi noti del mondo dello sport, all'insegna della solidarietà, giunta nel 2019 fin sul palco del Teatro Ariston di Sanremo. Oltre che per le gesta sportive e le capacità organizzative, Zanoni verrà ricordato per la sua innata empatia e la sua coinvolgente umanità.

## Palmarès
- 1978

11ª tappa, 1ª semitappa Giro d'Italia (Terni > Assisi)

## Piazzamenti

### Grandi Giri
- Giro d'Italia

1974: 73º
1977: 99º
1978: 59º
1979: 111º

### Classiche monumento
- Milano-Sanremo

1974: 26º
1976: 59º
1977: 92º
1978: 72º
1979: 25º

### Competizioni mondiali
- Mondiali su pista

Monteroni di Lecce 1976 - Inseguimento individuale: 7º